# 1906-os magyar birkózóbajnokság
Az 1906-os magyar birkózóbajnokság a negyedik magyar bajnokság volt. A bajnokságot április 1-jén rendezték meg Budapesten, a Beketow Cirkuszban.

## Eredmények
| Versenyszám | Arany                | Arany | Ezüst                         | Ezüst | Bronz                     | Bronz |
| ----------- | -------------------- | ----- | ----------------------------- | ----- | ------------------------- | ----- |
| Könnyűsúly  | Földessy Tibor PTTSE |       | Téger József Aradi Toldi AC   |       | Orosz Miklós PTTSE        |       |
| Középsúly   | Payr Hugó MTK        |       | Holubán Ferenc Aradi Toldi AC |       | –                         |       |
| Nehézsúly   | Weisz Richárd MTK    |       | Fischof Ferenc MTK            |       | Bethlenfalvy István PTTSE |       |

Megjegyzés: A Sportvilág szerint középsúlyban Barna Géza (PTE) volt a második.